# Близка Испания
Близка (Предна) Испания (на латински: Hispania Citerior) е провинция на Сената на Римската република, разположена в североизточната част на Иберийския полуостров, съвременна Испания. Провинцията заема долината на река Ебро (на латински: Iberus), по името на която полуострова получава названието си. Столица на провинцията е град Тарако, днес Тарагона.
В резултат от реформите на Октавиан Август след окончателното завоюване на Пиренейския полуостров от римляните, с края на Кантабрийската война, провинция Близка Испания е обединена с Галеция (на латински: Gallaecia) и част от провинция Далечна Испания. Така възниква новата провинция Тараконска Испания.